# Žinkovy
Žinkovy település Csehországban, a Dél-plzeňi járásban. Žinkovy Skašov, Měčín, Letiny, Neurazy, Nepomuk, Prádlo és Jarov településekkel határos. Lakosainak száma 866 fő (2024. január 1.).

## Népesség
A település lakosságának változását az alábbi diagram mutatja:
| Lakosok száma | 1573 | 1546 | 1517 | 1224 | 1031 | 931  | 880  | 870  | 846  | 866  |
|               | 1869 | 1890 | 1921 | 1950 | 1980 | 2001 | 2017 | 2019 | 2022 | 2024 |